# Odontomelus chyulu
Odontomelus chyulu är en insektsart som beskrevs av Nicholas David Jago 1995. Odontomelus chyulu ingår i släktet Odontomelus och familjen gräshoppor. Inga underarter finns listade i Catalogue of Life.